# 時空の旅人
『時空の旅人』（ときのたびびと）は、眉村卓作の小説。また、それを原作とする1986年12月20日に公開された日本のアニメーション映画で、同名の主題歌も作られた。同時上映は『火の鳥 鳳凰編』。

## 小説
漫画雑誌『希望の友』に1977年1月号より1978年7月号まで連載。発表当時のタイトルは『とらえられたスクールバス』だったがアニメ映画の公開に合わせ、映画と同タイトルに改題されて角川文庫から発行された。ストーリーは小説と映画で大きく異なっている。

### あらすじ
下校時のスクールバスに乗り込む高校2年の真一と信夫。すでに1年の女生徒・哲子と国語教師・北先生が乗り合わせ、発車を待っていた時に突如乗り込んで来た謎の少年。特殊な装置を取り付けてエンジンをかけた瞬間まわりの景色は消え、時間移動をして第二次世界大戦直後の混乱期にタイムスリップしてしまった。自由のない未来から逃れてきた少年の目的地は戦国時代だった。過去へさかのぼることしかできないタイムマシン化したスクールバスに不安を抱く4人だが…。

#### 時系列
劇中では以下の順番でタイムスリップする。
- 現代
- 西暦1947年（昭和22年）
- 戦時下の空襲時
- 西暦1940年（昭和15年）
- ペリー艦隊が来た後の幕末
- 西暦1600年（関ヶ原の戦い直後の10日間）
- 西暦1582年（天正10年、本能寺の変の前日）
- 西暦1553年（天文22年）
- 西暦1600年（関ヶ原の戦い直後の10日間）
- 現代

### 登場人物

#### スクールバスの搭乗者
早坂 哲子
洋心学園高等部1年1組の女生徒。
アギノ・ジロ
自由を求めて自分のいた世界（未来）から時間跳躍装置を使って逃亡。追跡する管理局員から逃れるため戦国時代へ逃げようとする。
山崎 信夫
洋心学園高等部2年4組の生徒。真一のクラスメート。新聞部員。
長谷川 真一
洋心学園高等部2年4組の生徒。信夫のクラスメート。サッカー部員。
北 勉
洋心学園高等部に勤務する国語の先生。「ホクベン」というニックネームで一見体操の先生と見間違えそうな体格で腕っぷしも強いという噂。
石原 泰造
西暦1940年（昭和15年）の大学教授。50過ぎ。米英に向けて戦争時代に突入しようとする日本に異を唱え、官憲から睨まれている人物だが、哲子たちと遭遇し、未来から来た話に興味を持ち、自分の居場所がないこの時代を捨て、彼らの一員となって共に行動する。
平野 兵助
西暦1600年の侍。織田信孝の元配下だったが嫌気がさして百姓になる。北勉とは格闘して意気投合し、未来からやってきた彼らの話を聞き、自分もお願いして連れてもらうが本能寺の変を回避するために歴史を改変しようとする。

#### 時間管理局
クタジマ・トシト
時間航空管理局員。逃亡者であるアギノ・ジロを追う。タイムマシンを所持し、神経衝撃銃を武器とする。
鳴門屋 清右衛門
西暦1582年（天正10年）に常駐する時間航空管理局員。茶人姿の初老の男。
みね
鳴門屋の使衆。清右衛門の部下（使番）である女性。バスの搭乗者の世話をする。
セドウド・ジン
西暦1553年（天文22年）に常駐する時間航空管理局員。日本の十六世紀の時代を統括する常駐局員。統括時域の連絡員であちこちの時域の常駐局員のリーダーたちと連絡をとる任務。本能寺の変の歴史改変を阻止するためにバスの搭乗者に力を貸す。この時代では堺の町に住む旅絵師の小山内光隆を名乗る。
錦屋 道仙
西暦1553年（天文22年）に常駐する時間航空管理局員。呉服商人で堺の町の有力者。

#### 過去の人々
大村
西暦1947年（昭和22年）の城陵大学の生徒。角帽をかぶっている。安田の家に下宿し、アルバイトで生活費も食費も賄うしっかり者。北先生たちが未来から来た話を信じ興味を持つ。
安田
西暦1947年（昭和22年）の雪岡中学の生徒。丸刈りの少年。六三制による義務教育としての新制中学に慣れず不満を抱く。
少年
戦時下の中学生。空襲時に哲子たちの風体を見て非国民となじるがジロの「日本は戦争に負ける」発言に激昂し、スパイの疑いをかける。
谷口 五兵衛
ペリー艦隊が来た後の時代の幕末の武士。永井伊豆守家来。当藩の用事役。進藤主馬の上役。西洋技術に理解を示し、スクールバスに興味を持つ。
進藤 主馬
幕末の武士。永井伊豆守家来。西洋技術を取り入れる谷口に内心反対している。

### 書誌情報
- 「とらえられたスクールバス」前中後編（角川文庫、1981年）
- 「時空の旅人―Time stranger」前中後編（角川文庫、1986年）
- 「時空の旅人―とらえられたスクールバス」上下巻（角川ハルキ文庫、1999年）

## アニメ映画
1986年12月20日公開。映画作品だが公開当日に映像ソフトが発売されている。

### あらすじ
新暦392年、NEO TOKYO。一人の少年がタイムマシンで脱走するところから物語は始まる。
現代の女子高生早坂哲子は、カメラマンの兄の撮影に付き合うためにロケ用のマイクロバスに乗りこむ。しかし、兄が車を離れた隙に謎の少年アギノ・ジロが運転席に駆け込み、持ち込んだ機械をバスに取り付けて作動させる。偶然バスに乗っていた哲子と、哲子の同級生である長谷川真一や山崎信夫、教師の北勉（ホクベン）はアギノ・ジロと共に1945年の東京大空襲の現場にタイムスリップしてしまう。焼夷弾が降り注ぐ中、一行は日本軍の将校に敵国のスパイと睨まれて追い回されるも、一人の男子学生に助けられる。哲子が炎に囲まれて孤立してしまうが、男子学生の助力を得て難を逃れ、バスに乗り込んだ一行は再び時を超える。
バスは1868年の攘夷戦争で娘と夫を亡くした老婆の営む茶店に降り立つ。一時は老婆は一行を盗人と間違えて襲い掛かるも、ホクベンを亡き夫だと思い込んだことで一転して歓迎する。しかしそこへジロを追うタイムマシンがあらわれ、やむなく一行はバスに乗って走り去る。追い縋る老婆を見捨てられずバスを飛び降りたホクベンだが、直後にタイムマシンに攫われてしまった。
哲子たちはバスで慶長5年（1600年）の関ケ原の合戦の最中に降り立つ。怪しまれないようにと足軽に変装した哲子たちは島左近と共に徳川家康を暗殺しようとする平野兵蔵に遭遇。しかし彼らの作戦は謎の忍者によって阻まれ、失敗してしまう。どうやら家康暗殺を手引きしていたのは歴史改変を目論む未来人らしく、それを阻止した忍者もまた、歴史を守るべく現れた時間管理局員だという。忍者は「さっさと帰るんだな」と言い残して去っていき、その場を逃れた一行は洞窟に身を隠すも、そこに時間管理局のクタジマ・トシトがホクベンを連れて現れる。クタジマはジロを未来に連れ戻すべく追ってきた人間であり、哲子たちも元の時代に帰してやると言うが、その嫌味な態度に哲子たちは反発する。そこに暖を求めて現れた兵蔵の助力によってクタジマから逃れ、ホクベンと兵蔵も連れて一行はさらにタイムスリップする。
一行がたどり着いたのは天正10年（1582年）5月28日の織田信長が治める安土城下だった。バスがついに大破し、時を超える術を失った哲子たちだが、信長は「未来国」から来たという一行に興味を持ち、城で歓待する。森蘭丸を見た哲子は、彼が東京大空襲で出会った男子学生の前世だと直感する。やがて哲子は蘭丸と恋に落ちる。ホクベンはクタジマの行動がジロを追うにしては変だと疑問を呈するが、それよりも「どうしてこうなったのか知りたい」という哲子の問いにジロは自分の身元を明かす。西暦2080年、地球では核戦争で各都市が消滅。残った人間は障壁で囲んだNEO TOKYOで暮らす「新暦」の時代が始まった。新暦の都市には争いがなく、過去の悲惨な歴史を知ろうとするものは病院に送られる。歴史に興味を持ったジロは真実を知ってしまい、治療を拒んで未来世界を脱走していたのだ。
6月1日、明智光秀が謀反の兵を動かす。信長の出兵に同行を求められる一行だが、行き先はあの本能寺であり、歴史を知る彼らにとっては待ち受ける運命は明らかだった。しかし哲子は蘭丸を守るべく自らの意思で帯同する。兵蔵は近くにある生家の両親に会いに行くと言って別行動を取る。しかし彼が向かったのは光秀の元であり、光秀の首を落とし本能寺の変を阻止する。経緯を知った信長は兵蔵を重用し、もう一人の謀反人と睨む羽柴秀吉の討伐を命じる。歴史が変わってしまった。安土城に居た茶人は自身が時間管理局員セドウド・ジンであることを明かす。彼が関ケ原での家康暗殺を阻止した忍者の正体だった。セドウドは真一たちを茶室型のタイムマシンに乗せて過去に戻り、兵蔵を気絶させて元の時代に送り返し、歴史を修正する。実は兵蔵はクタジマに意識を操作され、光秀を討っていたのだった。歴史改変を目論んでいたのはジロを追跡するクタジマであり、ジロを追うことを口実に歴史に介入していたのだ。家康暗殺未遂も裏でクタジマが手引きしていたのだった。歴史改変を諦めないクタジマは逃走するが、行き先が分かっているセドウドは「敵は本能寺にあり」と告げて後を追う。
本能寺が焼き討ちされ、信長は戦に無用の者達を逃がすよう蘭丸に命じる。蘭丸は哲子を逃がそうとするが、哲子は自分だけ逃げる事を拒む。一方、自害する寸前の信長をクタジマは救出しようとするも、追ってきたセドウドに阻まれる。しかし二台のタイムマシンによる磁場の乱れで互いに身動きが取れなくなり、ジロは真一たちを元の時代に帰すことを条件に、クタジマへの特攻を申し出る。クタジマのマシンにワープしたジロはもみ合いの末にクタジマに致命傷を与える。しかし実はクタジマは肉体を無くしたサイボーグであり、自分のような存在を生み出さないために核戦争の無い歴史を作ろうとしていたのだった。ジロはクタジマの意志に共感し、協力を申し出る。本能寺ではセドウドが哲子一人を保護しようとするが、蘭丸が歴史通り死ぬべきだと告げられた哲子は反抗。セドウドは咄嗟に刀を振り、哲子の小指を斬りつけてしまう。そこにジロが降り立ち、セドウドに銃を向け、哲子だけではなく蘭丸と信長も救出しようとする。しかし信長は既に自身の歴史を受け入れて腹を切っており、蘭丸に自分の首を敵に渡さぬように言い残して果てる。動揺したジロの隙を突いてセドウドは蘭丸を殺そうと襲いかかるが、ジロが咄嗟に放った銃に撃たれる。その一撃で時場が狂い、直撃したセドウドはおぞましい姿となって消滅する。ジロは蘭丸も連れて行こうとしたが、間一髪間に合わず彼は時空のはざまへと消えていった。歴史通り本能寺は焼け落ち、失神した哲子たちはクタジマに救出されて記憶を消されたが、マシンを操縦できるのはクタジマだけであり、そのクタジマの命も尽きかけていた。ジロは「生き延びたらあんたの志を継ぐ」とクタジマに告げ、代わりにマシンを起動して哲子たちを現代に送り返し、壊れかけたクタジマと共に時空の彼方へと飛び去っていった。
時間は哲子たちが兄のバスに乗り込んだ日に戻る。哲子の小指には見知らぬ怪我があり、見知らぬ布が巻きつけられている。ホクベンはバスを見て「懐かしい気持ちになった」という。哲子も小指の布を見て同じく懐かしくも切ない不思議な気持ちになるのだった。

### 登場人物
担当声優は#声の出演を参照。

#### マイクロバスの搭乗者
早坂 哲子
西暦1986年の東京に住む高校2年生で、真一や信夫からは「テコ」と呼ばれている。戦国時代では「哲子姫」と呼ばれ、信長からはその美しさを称して「天女」と呼ばれる。
兄のマイクロバスに乗っていたところ、アギノ・ジロのタイムスリップに巻き込まれてしまう。タイムスリップ先の西暦1945年で危ない所を山本に助けられ、その恩に報いるために、山本に生まれ変わる（と哲子が信じている）蘭丸を救うため本能寺に向かう。信夫に好意を寄せられているが全く気付いていない。蘭丸に好意を寄せている。
アギノ・ジロ
新暦392年のNEO・TOKYOに住む17歳の少年。旧暦（西暦）の「忌まわしい過去」について知ってしまい、当局に記憶を消されそうになったため逃亡。自分の目で旧暦の歴史を見るために時間調整装置を奪いタイムスリップし、その途中で出会った哲子たちを巻き込んでしまう。当初は哲子たちと険悪な状態だったが、タイムスリップを繰り返す過程で打ち解けた。
当初は原作同様に言葉遣いが片言だったが、途中から流暢に話している。
長谷川 真一
西暦1986年の高校2年生。哲子の友人でパソコン部に所属している。信夫を茶化すなど、お調子者の一面を持つ。機械の扱いが得意で、時間調整装置の操作を担当しており、アギノ・ジロとは特に親しくなった。
山崎 信夫
西暦1986年の高校2年生。哲子の友人でラグビー部に所属しており、哲子や真一からは「ノブッチョ」と呼ばれている。哲子に好意を寄せているが、その想いを伝えられずにいる。皆を守るためにクタジマ・トシトや平野兵蔵に戦いを挑むなど、勇ましい性格をしている。
北 勉
西暦1986年の教師。哲子たちの通う高校の教師で、哲子たちからは「ホクベン先生」と呼ばれている。自分にぶつかって来たアギノ・ジロを注意しようとしてタイムスリップに巻き込まれてしまう。子供の頃に東京大空襲を経験しており、自分たちがタイムスリップしたことを皆に自覚させた。原作のように腕っ節が強い設定は無い。
西暦1868年でクタジマ・トシトに捕まってしまうが、西暦1600年の関ヶ原の戦いの際に信夫と平野兵蔵に助け出される。

#### 時間管理局
セドウド・ジン
新暦392年の時間管理局員。家康配下の忍びや信長の茶人として戦国時代に潜伏。歴史の改変を目論むクタジマ・トシトを追っている。
クタジマ・トシト
新暦392年の時間管理局員。旧暦時代に逃亡したアギノ・ジロを追い掛けるが、本心は追跡を口実に旧暦時代にタイムスリップして歴史を改変することであり、信長に天下を取らせるために本能寺の変の阻止を目論む。

#### 過去の人々
山本
西暦1945年の第一中学校に通う男子学生。空襲に巻き込まれた哲子たちを助ける。「山本」とは学生服の名札に書かれていたもので、本当の名前は不明。哲子たちがバスに乗り込んだ際に名乗ったが哲子は聞く事ができなかった。
クレジットでは「戦時少年」と表記されている。
平野 兵蔵
西暦1600年の武将。自らを「近江牢人」と名乗り、哲子たちからは「兵さん」と呼ばれる。
関ヶ原の戦いに西軍として参加し島左近と共に家康暗殺を図るが、セドウド・ジンに阻まれ失敗する。敗走中にクタジマ・トシトに襲われていた哲子たちを助け、そのまま一緒に西暦1582年にタイムスリップする。
原作における平野 兵助に相当するが、映画では自らの意志ではなくクタジマに意識操作されたことで光秀の暗殺を図る。
森 蘭丸
西暦1582年の武将。信長に小姓として仕え、哲子たちを歓待する。信長と共に本能寺に行き、光秀の謀反に遭う。哲子に好意を寄せる。
明智 光秀
西暦1582年の武将。信長から接待役を命じられ、哲子たちを歓待する。朝廷との関係を巡って信長と対立しており、朝廷を蔑ろにする信長に対し謀反を起こす。
織田 信長
西暦1582年の武将。クタジマ・トシトからは「乱世の王者」と称されている。
「ミライ国の住人」と名乗る哲子たちを安土城に招き歓待し、共に本能寺に向かう。自分を前にして緊張する北勉を気遣う好人物として描写されているが、その一方で重臣の光秀や秀吉に対し不信感を募らせている面も描写されている。

### トリビア
- 劇中の随所に俳句が登場するが、これらは全て角川春樹の自作である[3]。

### 声の出演
- 早坂哲子 - 村田博美
- アギノ・ジロ - 戸田恵子
- 長谷川真一 - 岩田光央
- 山崎信夫 - 熊谷誠二
- 北勉 - 青野武
- セドウド・ジン - 津嘉山正種
- クタジマ・トシト - 井上真樹夫
- 森蘭丸、戦時少年 - 堀川亮
- 明智光秀 - 金内吉男
- 平野兵蔵 - 阪脩
- 森坊丸 - 鳥海勝美
- お婆 - 野本礼三
- 島左近 - 池水通洋
- 石田三成、赤武者 - 平野正人
- 徳川家康、オルガンチーノ、隊長 - 北村弘一
- 赤武者 - 堀秀行、大森章督、田中亮一
- 女中、未来の教師 - 阿部道子
- 織田信長 - 横内正

### スタッフ
- 製作・俳句 - 角川春樹
- プロデューサー - りんたろう、丸山正雄、岩瀬安輝
- 監督 - 真崎守
- 脚本 - 大和屋竺、真崎守、竹内啓雄
- 作画監督 - 野田卓雄
- キャラクターデザイン - 萩尾望都
- メカニックデザイン - 森本晃司
- 未来都市設定 - 渡部隆
- 絵コンテ - 真崎守、平田敏夫、福冨博
- 美術監督 - 男鹿和雄
- 美術 - 松岡聡
- 背景 - 青木勝志、椋尾篁、山川晃、池畑祐治
- 編集 - 尾形治敏
- 撮影監督 - 石川欽一
- 音響監督 - 明田川進
- 音楽監督 - 国吉良一
- 効果 - 倉橋静男
- 現像 - 東京現像所
- 制作 - プロジェクトチームアルゴス、マッドハウス
- 製作 - 角川春樹事務所、角川書店
- 配給 - 東宝

### 主題歌
- 「時空の旅人」（ときのたびびと）は、竹内まりやの14枚目のシングル。1986年10月25日にアルファ・ムーン（現・ワーナーミュージック・ジャパン）から発売された。[4]。1989年9月10日にはCDシングルとしても発売されている。
- 発売当時のジャケットは表面にヒロイン・テコのイラスト、裏面に竹内の写真を使用した両面ジャケットで、内面には映画の割引券が付いていた。
- 2008年に発売した洋楽アーティストが竹内の楽曲をカバーしたオムニバス・アルバム『Sincerely-Mariya Takeuchi Songbook Complete　Edition-』で、アメリカの歌手ローラ・ブラニガンがカバーしている。

#### 収録曲
全作詞・作曲：竹内まりや／編曲：山下達郎
1. 時空の旅人
2. タイムストレンジャー 〜テコのテーマ〜 [5]

#### 収録作品
- 時空の旅人
  - REQUEST
  - Turntable
- テコのテーマ
  - REQUEST

#### 参加ミュージシャン
- 山下達郎：Acoustic Guitar、Electric Guitar、Synthesizers、Percussions & Background Vocals
- 青山純：Drums（#1、#2）
- 伊藤広規：Bass（#1）
- 吉川忠英：Acoustic Guitar（#1）
- 北島健二（FENCE OF DEFENSE）：Electric Guitar（#1）
- JAKE・H・CONCEPCION：Tenor Sax（#2）

#### カバー
時空の旅人
- ローラ・ブラニガン（2002年7月10日、コンピレーション・アルバム『Sincerely...〜Mariya Takeuchi Songbook〜』）

テコのテーマ
- デイヴィッド・フォスター with ニタ・ウェティカ（2003年4月16日、コンピレーション・アルバム『Sincerely...II〜Mariya Takeuchi Songbook〜』）

### サウンドトラック
上記の主題歌や挿入歌と、国吉良一によるスコアを収録したサウンドトラックは、1986年11月28日にMOON RECORDSから発売された（LP：MOON-28036／CD：32XM-23）。

#### 収録曲
特記以外は全て作曲：国吉良一。
1. 時の扉I
2. EXODUS
3. 時空の旅人（竹内まりや）
4. ユートピアは何処・・・
5. 戦国時代
6. パラドックス・ラブ
7. タイムストレンジャー 〜テコのテーマ〜（竹内まりや）
8. 組曲・時の奔流（PARTI,II,III）
9. 安土の城門
10. タイム・パトロール
11. 時の扉II

## コンピュータゲーム
1986年に本作をベースとしてコトブキシステムより、ファミリーコンピュータ用コンピュータゲームが発売されている。
映画の登場人物であるクタジマ・トシトが、彼の時代である人類による核戦争という未来を案じ、人類の歴史を平和なものに変えるべく過去へタイムトリップし、歴史変革を目指すアドベンチャーゲーム。
当初は映画に準じた内容となる予定だったが、設定はほとんど受け継がれておらず、オリジナルの世界観を持つ。
織田信長や豊臣秀吉といった歴史上の人物の質問に「はい」と「いいえ」のどちらかを選択しゲームを進めていく。回答を誤ると前の時代や別の歴史に飛ばされる他、最悪の場合は即時に斬殺・銃殺・撲殺されたり、餅を喉に詰め込まれ窒息死してゲームオーバーになる等、厳しいシステムであり、ゲームオーバーのバリエーションはインパクトのあるものが多い。タイムマシンである「こい」（COI、Constable Official Intercepter）に乗り遅れたり、タイムマシンの燃料が切れてもゲームオーバー。
マルチエンディングであり、ゲームの進め方により「金の支配する歴史」「力の支配する歴史」など5つのエピソードに沿ったエンディングがある。また、一定の条件を満たすと真のエンディングに到達できる。
ファミコン通信クロスレビューでは3、5、7、5の20点。レビュアーは今までのジャンルに当てはまらない異色作とする者や、よくわからないゲームでアクション要素はなくファミコン版アドベンチャーブックとする者がおり、選択肢によって変化するストーリーは愛の歴史がとてもロマンチックだとする者や、こういうソフトが一本あってもいいのではないかとする者、今一つよくわからない理由でゲームオーバーになるのは虚しくプレイには根気が必要とする者や、徳川家康と石田三成が雑煮は味噌かすましかで言い合いするのはどうして決めつけるかわからず、人それぞれではないかと疑問を呈した者がいた。

## ゲームブック
- アドベンチャー・ゲームブック 時空の旅人
- 林友彦・著/眉村卓・原作：角川文庫：1986・初版：380円